# Claustro de San Francisco (Inca)
El claustro de San Francisco (en catalán y oficialmente Claustre de Sant Francesc) se trata de una construcción barroca, está constituida por una iglesia y un convento.

## Historia
Este convento franciscano fue el segundo de esta orden fundado en la isla, fue el papa Juan XXII quien en 1325 autorizó a los franciscanos de Barcelona a establecer esta casa en Inca, la iglesia de la cual se levantó en ese mismo siglo en parte gracias a un legado testamentario de Gerard Llull. En 1494 el convento pasó a los observantes. Se renovó con el paso del tiempo, a mediados del siglo XVI constan obras importantes de reparación. En 1652 la población de Inca se vio afectada por un episodio de peste que también alcanzó el convento donde quedaron cinco de los diecisiete frailes que residían. Durante el siglo XVIII se rehízo el claustro y la iglesia, terminada a principios del XIX. Con la exclaustración (1835) terminó aquel primer periodo de vida del convento, pasó a manos particulares hasta que en 1909 regresó una comunidad de terciarios franciscanos que instauraron una escuela, pero en 2013 abandonan el claustro, quedando únicamente el colegio. Durante la guerra Civil se perdió el archivo que poseía.

## Descripción
Una de sus características es la planta rectangular, de nave única dividida en seis tramos y capillas laterales. Cubierta de bóveda de medio cañón con lunetos. Fachada con un gran rosetón terminada con un testero mixtilínia con dos grandes volutas en los extremos. Claustro con forma cuadrada con siete arcos de medio punto a cada uno de los lados. En el centro está el cuello de una cisterna barroca (1747).
Dentro de ella se conservan obras como la Virgen de Gracia (siglo XVI) de Gabriel Mòger, el retablo renacentista de la Purísima Concepción (siglo XVI-XVII) y la imagen de la Virgen de la Esperanza (siglo XVII)